# Furcas

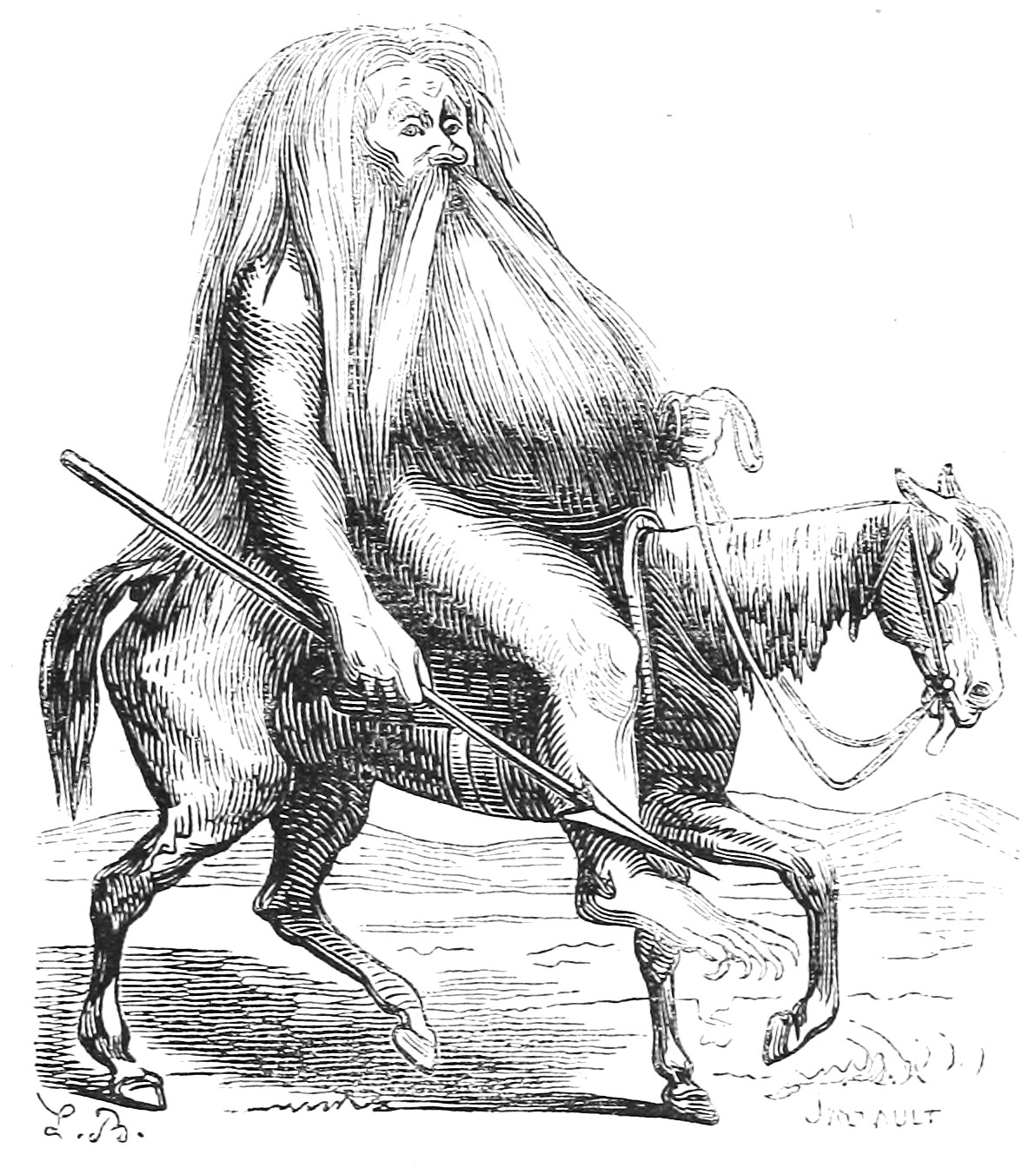
Illustration du démon Furcas dans le Dictionnaire Infernal de Collin de Plancy (6^{e} édition, 1863)

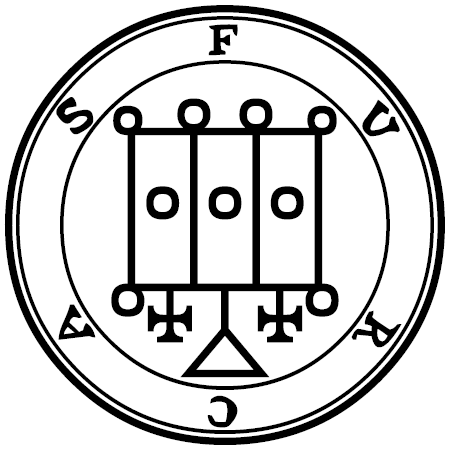
Le sceau de Furcas selon Mathers.

Furcas, Forras ou Forcas est un démon issu des croyances de la goétie, science occulte de l'invocation d'entités démoniaques. Il est possible que lui et Foras, un autre démon, ne soient qu'une seule et même entité.
Le Lemegeton  et la Pseudomonarchia daemonum le mentionnent en 50e et 39e positions de leur liste de démons respectives,. 
Les descriptions qui sont faites de lui dans la Pseudomonarchia Daemonum et le Dictionnaire infernal sont similaires à celle qui sont faites de Foras. Il est décrit comme un chevalier et grand président des enfers ayant l'apparence d'un homme vigoureux avec une longue barbe et des cheveux blancs. Il est monté sur un cheval et tient un dard aigu à la main. Il connaît les vertus des herbes et des pierres précieuses, enseigne la logique, l'esthétique, la pyromancie, la rhétorique et la chiromancie. Il rend l'homme invisible, beau parleur et ingénieux. Il fait retrouver les choses perdues, découvre des trésors et possède sous ses ordres 29 légions de démons.
Le Lemegeton, qui de son côté mentionne les deux démons en tant qu'entité distinctes, en fait néanmoins une description très proche, ajoutant seulement que Furcas serait particulièrement cruel et lui attribuant non pas 29 mais 20 légions.